# Catedral de Nantes
La catedral de Sant Pere i Sant Pau de la ciutat bretona de Nantes (França) va ser iniciada, sota la seva forma actual, l'any 1434, i no es van acabar les obres fins al 1891. Aquest lapse tan important de construcció (un total de 457 anys) no ha suposat minvament de la qualitat ni de la coherència estilística de la catedral.
Va ser construïda en l'emplaçament de l'anterior catedral, que era d'estil romànic, i les restes del qual seran a poc a poc absorbits per la nova construcció gòtica.
La catedral de Sant Pere i Sant Pau és la seu de la Diòcesi de Nantes, i l'any 1862 va ser declarada pel Govern francès com compresa en la categoria de Monument històric.

## Història
El primer mestre d'obres va ser Guillaume de Dammartin, qui era arquitecte del príncep Joan I de Berry, i l'obra va ser prosseguida per Mathurin Rodier, a impuls del duc de Bretanya Joan IV i del bisbe Jean de Malestroit.
Mitjans del segle xv era efectivament un període propici per al desenvolupament d'aquest tipus de projectes, ja que Bretanya havia recuperat la suficient prosperitat comercial gràcies a una política diplomàtica oportunista i hàbil que la va col·locar relativament al marge dels grans conflictes de l'època (especialment entre els regnes de França i Anglaterra, pel que fa a Bretanya). Addicionalment, la creació d'una catedral tan imponent, unida a la implicació que en la seva gènesi va tenir el poder ducal, van coadjuvar a la legitimació d'aquest poder en un context difícil a conseqüència de les guerres de successió al Ducat de Bretanya. Per altra banda, Nantes no va ser l'única ciutat bretona a beneficiar-se d'aquesta voluntat política de Joan V: citem per exemple l'obra similar de la façana de la Catedral de Quimper, iniciada deu anys més tard, l'any 1424.

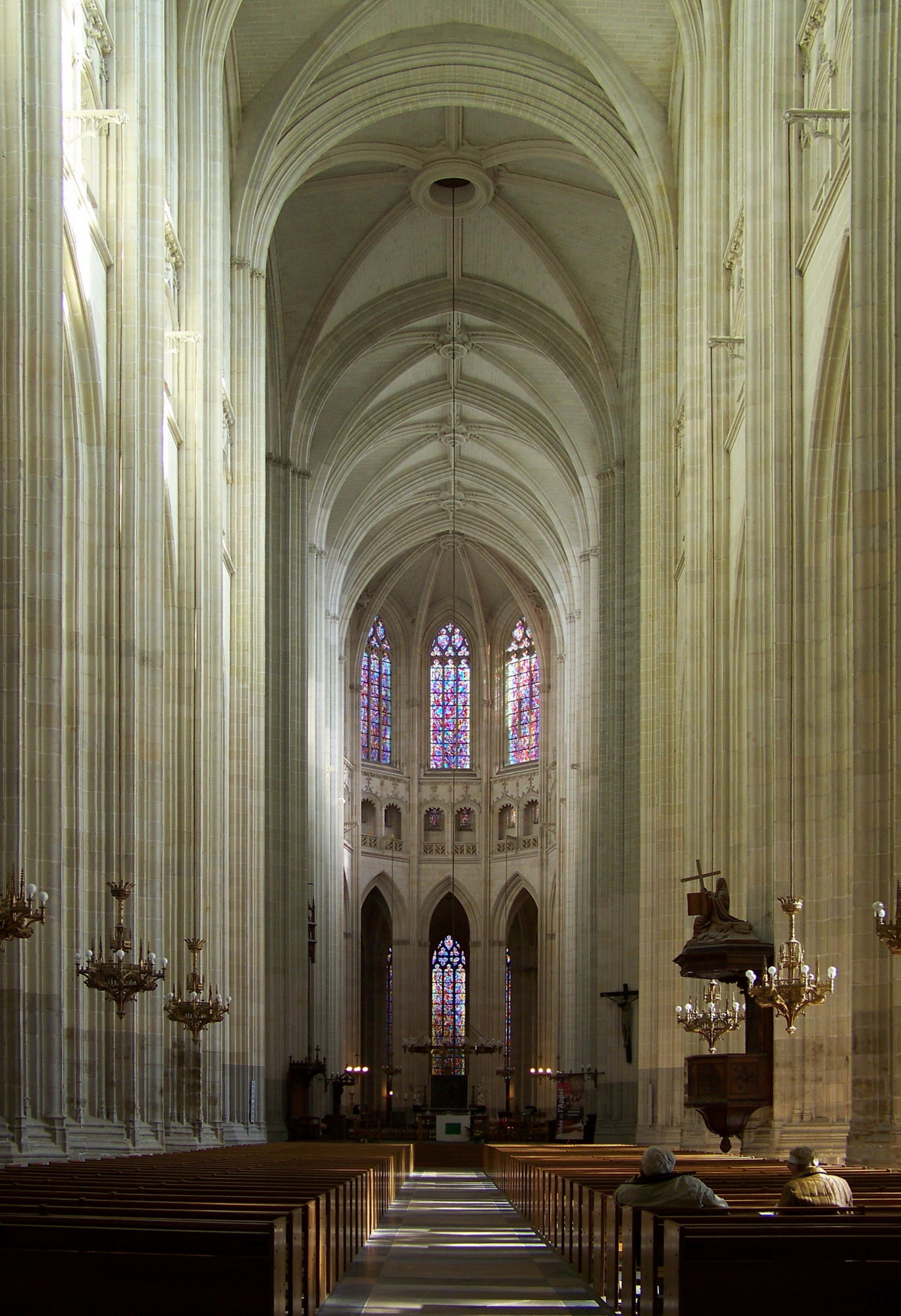
Nau de la catedral.

La façana de la catedral de Nantes es troba emmarcada per dues torres d'aspecte massiu, rematades per una terrassa superior cadascuna d'elles. La façana presenta algunes particularitats destacables, com la presència d'un púlpit exterior previst per a les pregàries dirigides als fidels reunits a la plaça, o l'organització en cinc portades amb voltes ricament decorades, tres centrals i dos laterals. Si bé aquesta façana no posseeix, en el seu conjunt, ni l'elegància ni la noblesa arquitectònica d'altres edificacions gòtiques de l'època, aquesta falta es troba àmpliament compensada per la bellesa de l'interior de la construcció. La blancor de la tova calcària, accentuada a més per les recents labors de restauració del conjunt, les imponents dimensions de la nau (103 metres de longitud, una altura en la nau principal de 37,5 m), o l'efecte produït per l'esbeltesa i gràcia dels seus immensos pilars produeixen admiració.

### Incendi del 18 de juliol del 2020
L'incendi va esclatar el 18 de juliol de 2020, al voltant de les 7.45 del matí, les flames del qual eren visibles a través de la rosassa principal de la façana. Cent quatre bombers van ser ràpidament al lloc i les flames ja no eren visibles passades les vuit; tanmateix, encara sorgeix una gran columna de fum. Al voltant de les deu del matí, es va circumscriure el foc. Es van identificar tres inicis de foc, un a nivell de l'òrgan i un a cada costat de la nau. L'atac és esmentat per Pierre Sennès, fiscal de Nantes, que confia una investigació en aquest sentit a la policia judicial. Una primera valoració de l'incendi mostra la destrucció total de l'òrgan, que data del segle xvii.

## Elements destacables
Pot admirar-se en el seu interior el sarcòfag i les estàtues jacents de Francesc II i de Margarida de Foix (pares de la duquessa Anna de Bretanya) executades a principis del segle xvi per Michel Colombe i Jean Perréal. Considerada com una obra mestra de l'escultura francesa, estableix un nexe entre èpoques (de l'edat mitjana cap al Renaixement) i entre regions (l'estil italià coexisteix i s'uneix harmoniosament a l'estil francès).
La Catedral acull igualment el cenotafi del general Christophe Louis Léon Juchault de Lamoricière, un monument erigit en 1878 com a homenatge del Papat als serveis que li havia efectuat aquest nadiu de la regió.

## Esdeveniments històrics vinculats al bisbat
L'any 843, davant l'assemblea dels fidels, Sant Gohard és assassinat pels Normands que envaeixen i saquegen la regió a intervals regulars.
Davant la Catedral, a la plaça de Sant Pere, Nicolás Fouquet va ser arrestat per d'Artagnan el 5 de setembre de 1661 per ordre de Lluis XIV de França.
El 28 de gener de 1972 es va produir un gegantesc incendi del sostre de la Catedral. Els bombers van aconseguir controlar-ho, però l'obra de fusteria de la teulada va quedar àmpliament afectada, deplorant-se igualment molts altres danys en el temple. Aquest fet està en l'origen de la contractació d'una gegantesca obra de restauració, que constitueix sense cap dubte la més completa de les obres de restauració d'interiors catedralicis al territori francès.

## Galeria

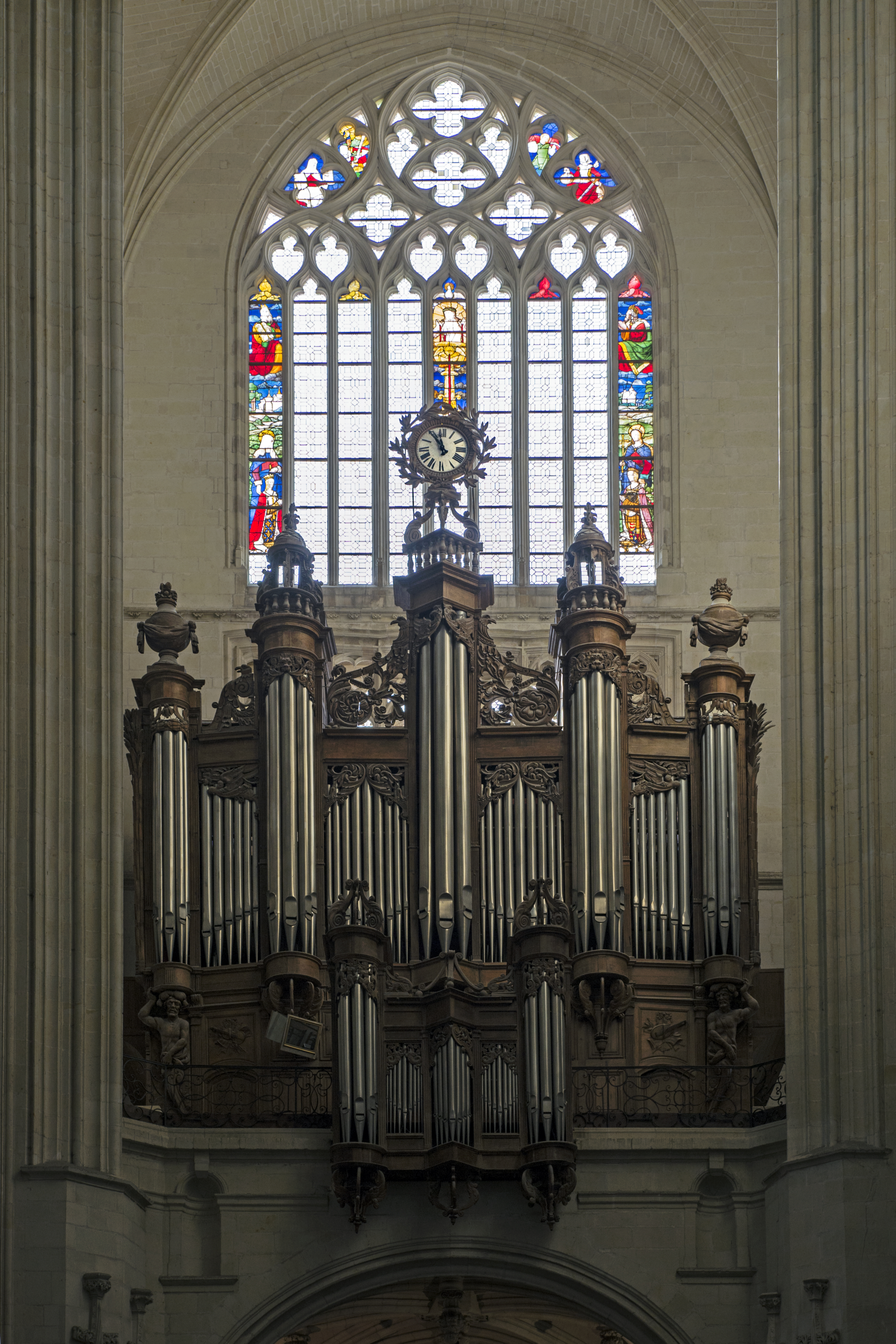
L'orgue cremat
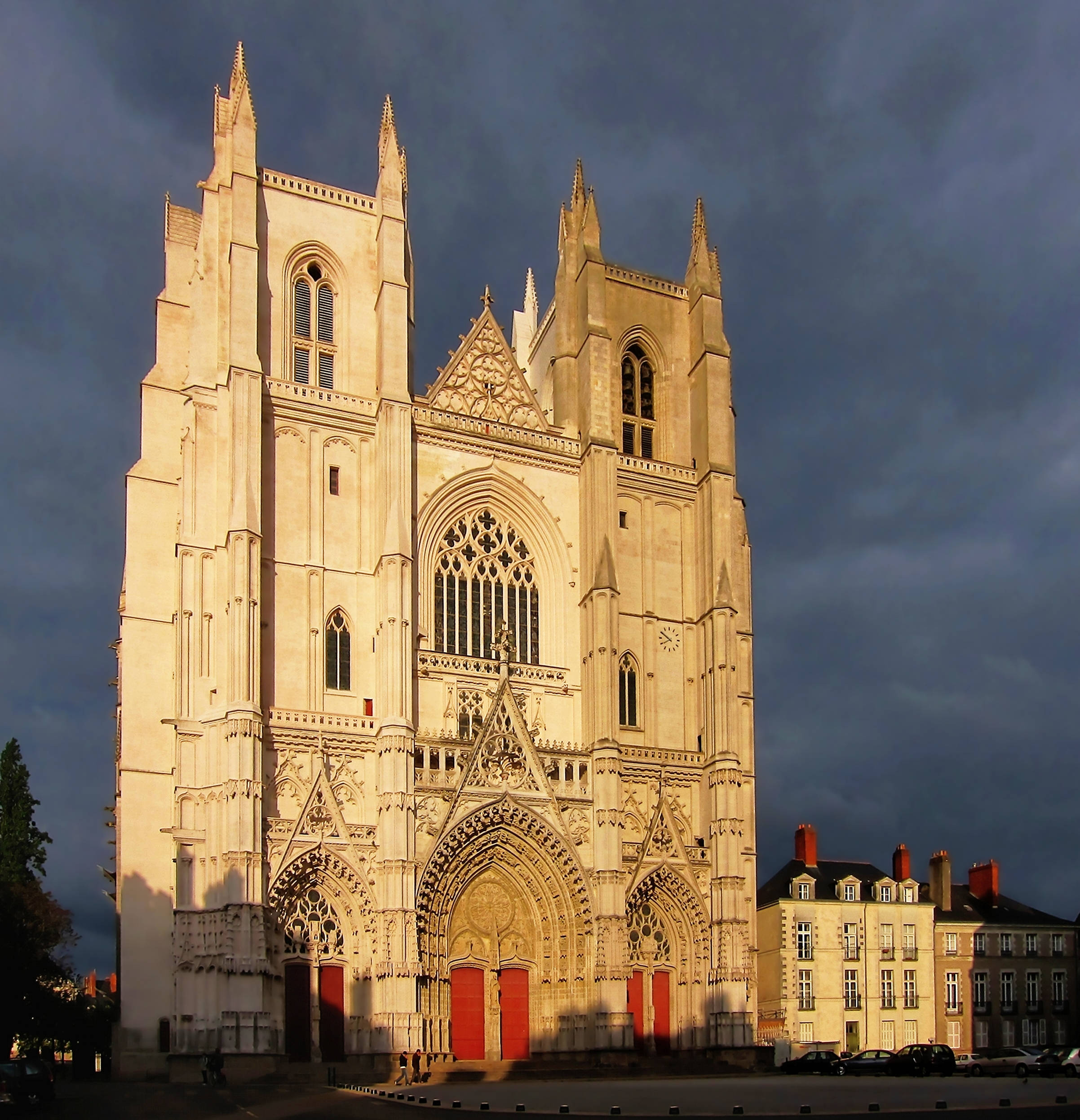
La façana restaurada
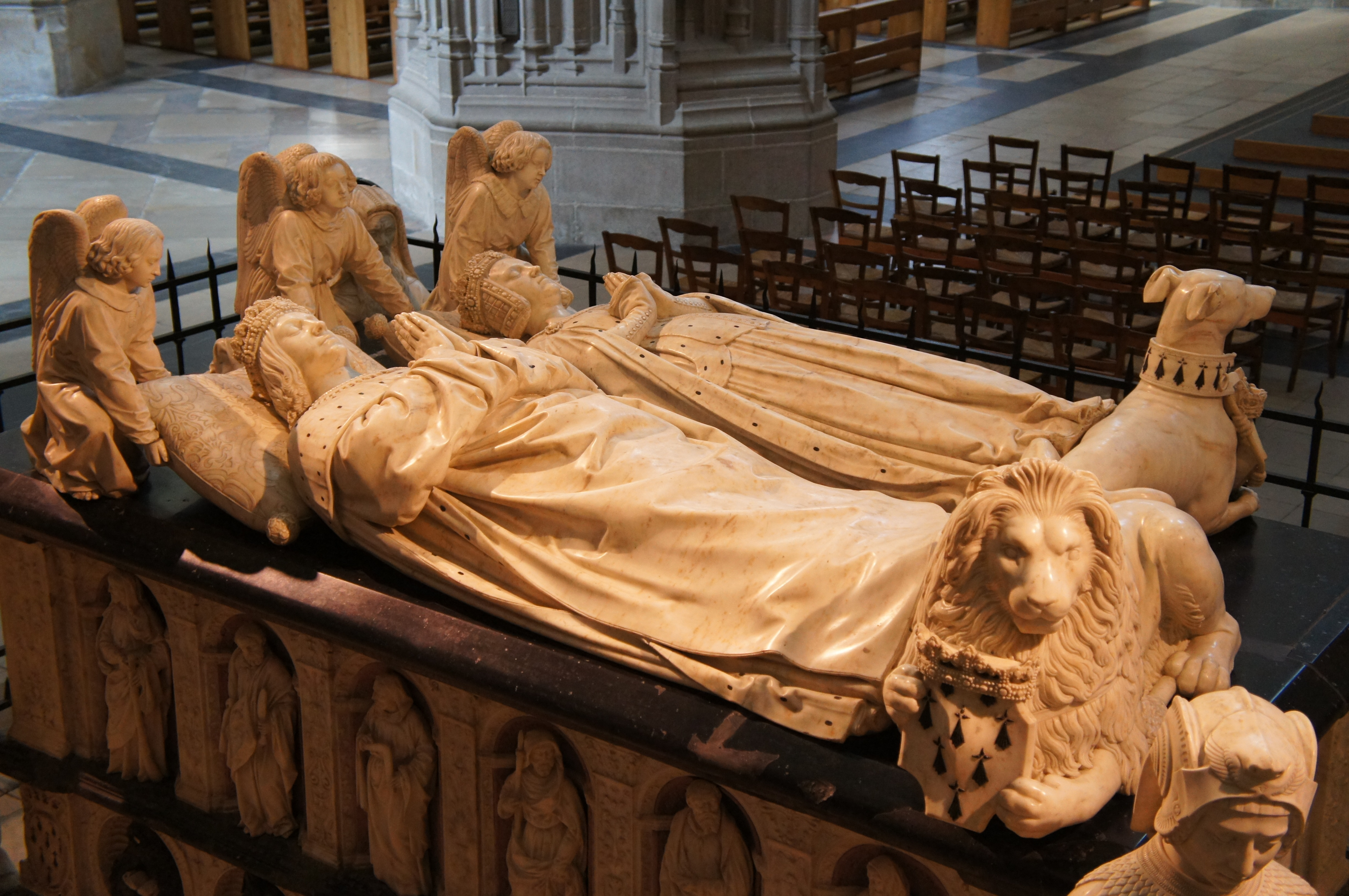
Tomba de Francesc II
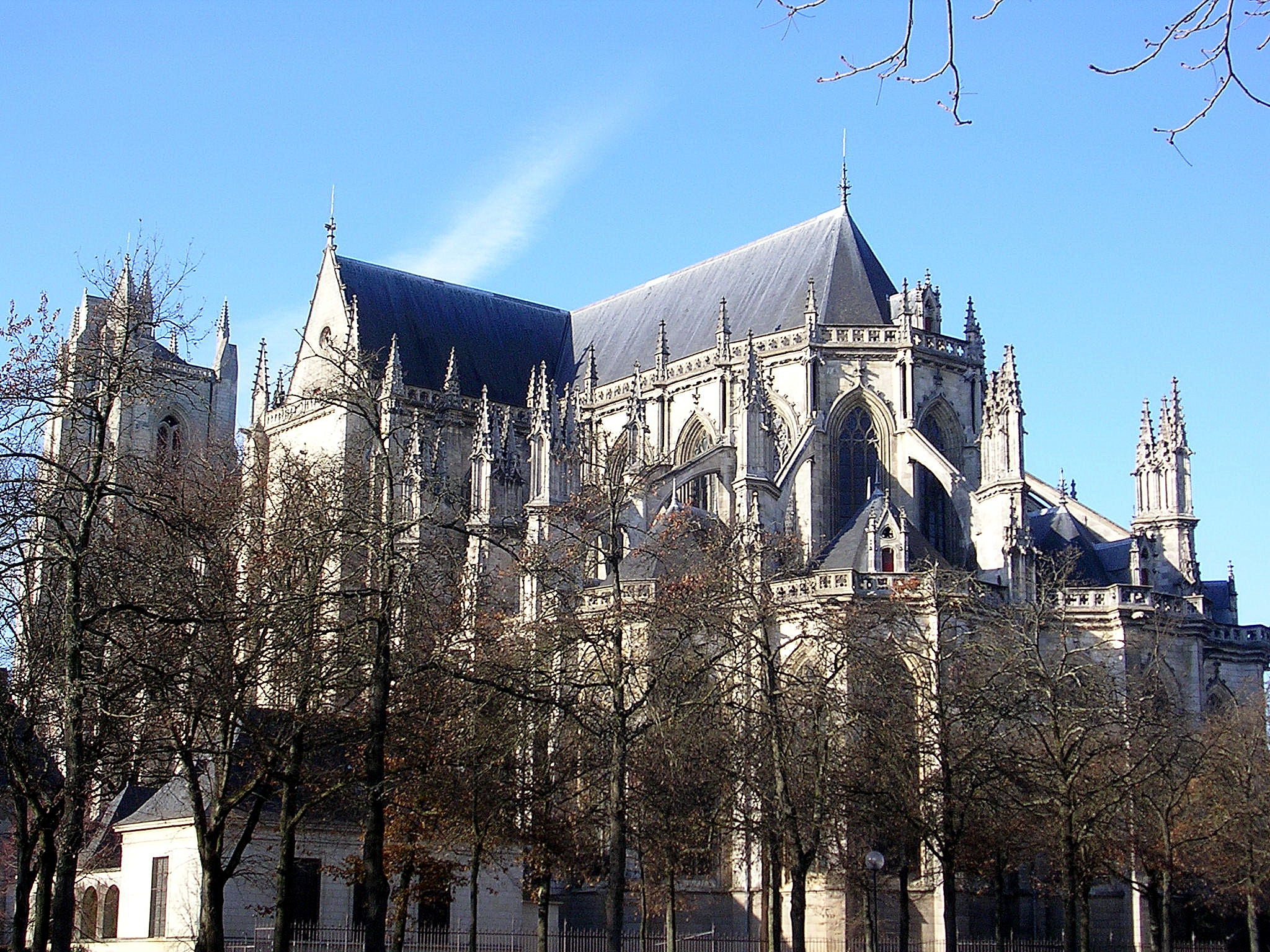
Vista externa de la catedral